# Casa dels Barons (Prullans)
Casa dels Barons és un casal fortificat del municipi de Prullans (Cerdanya) declarat bé cultural d'interès nacional.

## Descripció
Casal fortificat, tocant a l'església. Modificat.
Conjunt d'origen medieval en el qual estaven englobades l'església, la muralla i el castell.
En l'actualitat la casa senyorial pròpiament dita és un conjunt arquitectònic de diverses èpoques construït amb pedra la seva major part, si bé amb diversos sistemes constructius. També hi ha dependències construïdes amb maó, totxana i arrebossat.
Les edificacions es troben disposades al voltant d'un pati com és tradicional en el mas cerdà. S'hi pot trobar alguna data gravada com per exemple la de "1717" al costat d'un arc d'entrada al recinte i també la de "1880" i un rellotge del sol a la façana de migdia.

## Història
L'antiga casa senyorial dels Barons de Prullans, en l'actualitat és anomenada "La Torre".
Els seus orígens es remunten al 1309 quan Joan Cadell és anomenat senyor de Prullans, i l'antic castell esdevé centre de la Baronia. La fortalesa però és molt anterior, ja que formava part de l'antic conjunt medieval, del qual en resten encara l'església i una part de la muralla.
El lloc era esmentat en el 839 en l'acta de Consagració de la Seu d'Urgell. La Baronia de Prullans ha canviat de família al llarg dels anys, entre d'altres consta que en el segle xvi corresponia a la família Descatllar, i darrerament als Escrivà de Romaní. En l'actualitat pertany a la família Casanoves.